# Karl Delorme
Karl Delorme (23 de janeiro de 1920 – 12 de março de 2011) foi um político alemão do Partido Social Democrata (SPD) e ex-membro do Bundestag alemão.

## Vida
Delorme foi membro do Bundestag alemão por um mandato, de 29 de março de 1983 a 18 de fevereiro de 1987. Ele foi eleito pela lista do SPD do estado da Renânia-Palatinado.

## Literatura
Herbst, Ludolf; Jahn, Bruno (2002).  Vierhaus, ed. Biographisches Handbuch der Mitglieder des Deutschen Bundestages. 1949–2002 (em alemão). München: De Gruyter - De Gruyter Saur. 1715 páginas. ISBN 978-3-11-184511-1